# Saúl Álvarez
Santos Saúl Álvarez Barragán (Guadalajara, 18 juli 1990) is een Mexicaanse bokser die vecht in de middengewichtklasse. Hij is de huidige WBC, WBO, WBA en IBF supermiddengewicht-titelhouder en nummer 1 in zijn klasse. Hij hield in het verleden de WBC & WBA licht-middengewicht-titel. Álvarez wordt beschouwd als een van de beste boksers ter wereld.

## Amateurcarrière
Álvarez begon op zijn 13e met boksen. Hij won de Mexicaanse kampioenschappen bij de jeugd en stapte op 15-jarige leeftijd over naar de profs.

## Profcarrière
Op 29 oktober 2005, maakte Álvarez op 15-jarige leeftijd zijn profdebuut. Hij won van de Mexicaan Abraham Gonzalez op TKO in de 4e ronde. Zijn 5e partij eindigde onbeslist, maar verder bleef Saul aan de winnende hand. In 2,5 jaar tijd bokste hij 22 keer in zijn thuisland Mexico. Zijn debuut in de Verenigde Staten maakte hij op 24 oktober 2008 met een overwinning op punten tegen de Amerikaan Larry Mosley. Hij werd bekend bij het grote publiek toen hij mocht vechten in het voorprogramma van de partij tussen Floyd Mayweather jr. en Shane Mosley.
Op 5 maart 2013 kreeg Álvarez de kans op een wereldtitel. Hij versloeg de Engelsman Matthew Hatton op punten en pakte de WBC licht-middengewicht-titel. Hij verdedigde hierna zijn titel zes keer met succes.

### Álvarez vs. Mayweather
Op 14 september 2013 stond Álvarez in het grootste gevecht van zijn leven tegen Floyd Mayweather. Er is veel media-aandacht voor het gevecht tussen de twee ongeslagen boksers. In Mexico werd het gevecht het best bekeken sportevenement van het jaar. Na 12 rondes beschouwde een van de juryleden het gevecht als onbeslist. De andere twee wijzen Mayweather aan als winnaar.
Na zijn nederlaag tegen Mayweather, won Álvarez zijn eerstkomende zes wedstrijden. Op 21 november 2015 versloeg hij Miguel Cotto, waarmee hij de WBC-middengewichttitel pakte. Álvarez verdedigde zijn WBC-middengewichttitel door op 7 mei 2016 het gevecht tegen Amir Khan te winnen met een knock-out. Hierna maakte hij de stap terug naar het superweltergewicht en won op 17 september 2016 de WBC-superweltergewicht titel op KO in de negende ronde van de Engelsman Liam Smith.

### Álvarez vs. Golovkin
Kort hierna maakt Álvarez weer de overstap naar het middengewicht om Gennady Golovkin op 16 september 2017 uit te dagen in een beladen duel met de WBF en IBF titels op het spel. Via een controversiële unanieme beslissing eindigde dit gevecht in een onbesliste wedstrijd. Na de afloop werd bekend dat het qua opbrengst het derde gevecht ooit was.
Vanwege de controversie rond de afloop van het eerste gevecht werd er besloten voor een tweede gevecht met Golovkin. Het gevecht vond plaats op 15 september 2018 en dit keer was het Canelo die de meeste punten van de jury kreeg toebedeeld.

### Álvarez vs. Kovaljov
Na tweemaal zijn titels te hebben verdedigd, maakte Álvarez opvallend de overstap van middengewicht naar de lichtzwaargewichtdivisie om de toenmalige WBO titeldrager Sergej Kovaljov uit te dagen op 2 november 2019. In de elfde ronde sloeg Álvarez Kovaljov knock-out en nam hij de titel over.

### Álvarez vs. Plant
Álvarez nam het in de Grand Garden Arena in Las Vegas op tegen de Amerikaan Caleb Plant op 6 november 2021. Álvarez maakte zijn favorietenrol waar. Plant, maar liefst 14 centimeter groter dan de 1,71m van Álvarez, zag af en werd in de elfde ronde na een technische knockout verlost uit zijn lijden door de scheidsrechter.
Dankzij zijn 57e overwinning voegde Álvarez de IBF-gordel toe aan zijn palmares. Als regerende wereldkampioen bij de WBA-, WBO- en WBC-titel heeft hij nu alle vier boksgordels in handen en is hij de onbetwiste wereldkampioen, uiterst zeldzaam in de bokssport. Sinds 1988 en het ontstaan van de vier gordels is Álvarez nog maar de zesde bokser om alle titels te verenigen.

## Persoonlijk
Saúl Álvarez is de jongste van 8 kinderen en komt uit een boksfamilie. Zijn broers Ramon, Ricardo en Rigoberto zijn ook profboksers. Hij is getrouwd met het Mexicaans fotomodel Fernanda Gómez. Samen hebben ze een dochter. Álvarez heeft nog een dochter en een zoon uit vorige relaties. Zijn bijnaam Canelo (Spaans voor kaneel), dankt hij aan zijn rode haren.